# احمد علی (بازیکن فوتبال، زاده ۱۹۹۶)
احمد علی (انگلیسی: Ahmad Allée؛ زادهٔ ۲۹ آوریل ۱۹۹۶) بازیکن فوتبال اهل عراق است.
وی همچنین در تیم‌های ملی فوتبال زیر ۱۸ سال فرانسه و عراق بازی کرده‌است.